# قلفاق
قُلْفَاق (الاسم العلمي: Calophaca)، جنس نباتات مُزهرة من فصيلة الفولية. وتنتمي إلى فُصيلة الفولاوات وترتبط ارتباطًا وثيقًا بجنس القرغانة. واحدة من صُنيفة القلفاق هي قلفاق صيني Calophaca sinica التي عرفت تاريخيا بأنها مربحة اقتصاديًا، ولكن نتيجة الاستغلال المفرط أصبحت أقل ربحية.